# گیور کلاوسن
گیور کلاوسن (انگلیسی: Georg Claussen; ۲۰ ژوئن ۱۸۹۵ – ۴ ژوئیهٔ ۱۹۶۷) دوچرخه‌سوار اهل دانمارک بود.